# 波江座R
波江座R，又名BD-16 992，HD 31444、SAO 149988、HR 1581，是波江座的一颗恒星，视星等为5.72，位于銀經215.61，銀緯-32.9，其B1900.0坐标为赤經4h 50m 49.1s，赤緯-16° -32.9′ 46″。